# Das Haus in Montevideo (película de 1963)
La casa en Montevideo (en alemán: Das Haus in Montevideo) es una película de comedia alemana de 1963 dirigida por Helmut Käutner y protagonizada por Heinz Rühmann, Ruth Leuwerik y Paul Dahlke.
La película se basó en la obra de teatro Das Haus in Montevideo de Curt Goetz de 1945, que anteriormente había sido llevada al cine en 1951.
Se rodó en los estudios Bavaria de Múnich. Los decorados de la película fueron diseñados por los directores de arte Isabella Schlichting y Werner Schlichting.

## Argumento
El profesor Traugott Nägler, un hombre con altos estándares morales, una vez repudió a su hermana menor de edad por haber tenido un bebé fuera del matrimonio. Muchos años después, teniendo una esposa amorosa y doce hijos con sólo el pequeño salario de un maestro de escuela, le dicen que dicha hermana ha muerto en América del Sur, y que debería venir con su hija mayor, aún menor de edad, Atlanta, que se llamaba después del barco en el que la pareja se casó en el mar por el capitán. En Uruguay se enteran de que la hermana había hecho una fortuna y era propietaria de una casa en Montevideo, un establecimiento con varias señoritas, que Atlanta hereda algo de dinero como dote del matrimonio y que una gran cantidad de dinero podría ser heredada por la primera menor de edad. miembro femenino en su casa que se comporta de la misma manera vergonzosa que una vez lo hizo la hermana involuntariamente. Sin atreverse a contarle la estipulación a su hija Atlanta, y mucho menos a sus hermanas menores, se siente tentado de todos modos a hacerle sugerencias útiles a ella, y especialmente a su pretendiente que las había seguido en secreto. Cuando la joven pareja quiere celebrar su boda en el mismo barco que sus padres, descubren que el tamaño importa y que el profesor Nägler ha llevado una vida mucho más inmoral que la que jamás llevó su hermana.

## Reparto
- Heinz Rühmann como Prof. Dr. Traugott Hermann Nägler.
- Ruth Leuwerik como Marianne Nägler.
- Paul Dahlke como Pastor Riesling.
- Hanne Wieder como Carmen de la Rocco.
- Ilse Pagé como Atlanta.
- Michael Verhoeven como Herbert.
- Viktor de Kowa como Anwalt.
- Fritz Tillmann como Alcalde.
- Elfie Fiegert como Belinda.
- Doris Kiesow como Marta.
- Herbert Kroll como boticario.
- Georg Gütlich como Oberst.
- Pierre Franckh como Lohengrin.

## Recepción
Aunque la película fue un gran éxito entre el público, algunas críticas fueron bastante tibias. Por ejemplo, el Lexikon des Internationalen Films escribió: «Elaborada nueva versión de la comedia de Curt Goetz que hace toscos o exagera los remates del original. De ninguna manera profunda, pero sí salpicada de muchos chistes bastante divertidos y reveladores. Entretenido entretenimiento momentáneo».
Filmdienst escribió entonces que la nueva película de Heinz Rühmann «es más tosca que la original y, en comparación con ésta, se comporta como un bombón de frambuesa con praliné».
La revista cinematográfica Cinema calificó la película de «puntiaguda, ingeniosa».

## Reconocimiento
Formó parte de la selección oficial en el Festival Internacional de Cine de San Sebastián 1964.